# Ipomoea estrellensis
Ipomoea estrellensis är en vindeväxtart som beskrevs av Hassler och O'donell. Ipomoea estrellensis ingår i släktet praktvindor, och familjen vindeväxter. Inga underarter finns listade i Catalogue of Life.